# Фонтаны рая
«Фонтаны Рая» (англ. The Fountains of Paradise) — научно-фантастический роман Артура Кларка, опубликованный в 1979 году. Посвящён в основном сооружению в XXII веке космического лифта, призванного максимально удешевить вывод грузов и пассажиров на орбиту Земли. Получил обе престижнейшие фантастические премии: «Хьюго» (1980) и «Небьюлу» (1979). Сам Кларк считал этот роман своим лучшим произведением.

## Аннотация
Середина XXII века. Инженер Ванневар Морган за свои 30 лет карьеры успел спроектировать и осуществить строительство грандиозного моста через Гибралтарский пролив, но этот проект не удовлетворил его тщеславия, так как мост назвали не его именем, а просто Гибралтарским. Поэтому он прибывает на остров Тапробани, к подножию Священной горы, чтобы лично осмотреть место реализации ещё более грандиозного проекта, а заодно заручиться поддержкой проживающего там же отставного политика, известного большей части мира как просто Радж. Священная гора — единственное в своём роде место, идеально подходящее для роли наземного якоря космического лифта. Однако её вершина уже занята буддийским монастырём и монахи не собираются покидать свою святыню, несмотря даже на огромную пользу, которую лифт может принести всему человечеству. Рациональные доводы в очередной раз не могут ничего поделать с иррациональными, уже отжившими своё верованиями, тем более, что суд в вопросе земельной собственности принимает сторону монахов…

## Место действия

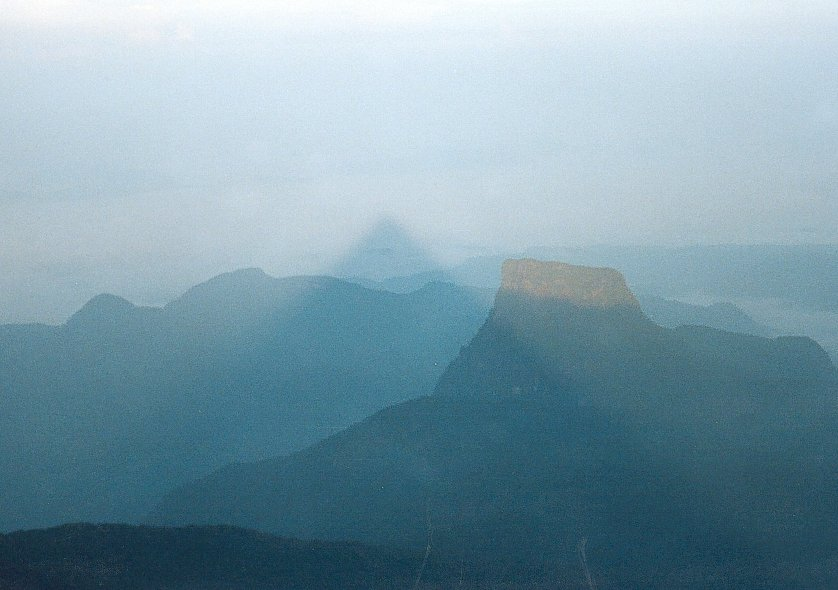
Вид с вершины Шри Пады и треугольная тень горы, наблюдаемая главным героем романа вместе с паломниками

События романа по большей части разворачиваются на несуществующем острове Тапробани, который, как указывает автор в предисловии, на 90 процентов соответствует Цейлону (ныне Шри-Ланка). Кларк внёс в географию острова три изменения для того, чтобы он идеально подходил как место строительства космического лифта:
- остров передвинут на 800 км к югу, чтобы он оказался прямо на экваторе;
- удвоена высота Священной горы (в реальности это Шри Пада);
- Священная гора и Яккагала (в действительности — Сигирия) расположились неподалёку друг от друга.

Также автор признаётся, что допустил небольшую вольность исторического плана в отношении Сигирии — на самом деле дворец на скале, как свидетельствует Чула-Вамса, был построен правителем-отцеубийцей Касапой I, царствовавшим в 478—495 годах н. э., а не Калидасой во II веке.

## Основные персонажи
- Ванневар Морган — главный герой, выдающийся инженер, до проекта космического лифта был руководителем строительства гигантского моста через Гибралтарский пролив (высота арки моста — до трёх километров). По иронии, спроектированный и построенный под его руководством первый космический лифт был назван в честь древнего тирана Калидасы, не имевшего прямого отношения к лифту.
- Уоррен Кингсли — инженер, заместитель и просто друг Моргана. Несмотря на участие в сооружении высотных сооружений, в том числе и космического лифта, страдает акрофобией.
- Радж (Йохан Оливер де Альвис Шри Раджасинха) — знаменитый политик и дипломат, к началу повествования уже отошедший от дел, но сохранивший большое влияние. Поддерживал Моргана и его колоссальный проект.
- Максина Дюваль — известная журналистка, лауреат Пулитцеровской премии, давняя знакомая Раджа. Была высокого мнения о Моргане, поддерживала его информационно и морально.
- Поль Сарат — почётный профессор археологии университета Тапробани, друг Раджа.
- Бодхидхарма Маханаяке Тхеро — 85-й по счёту Верховный Жрец храма Шри Канда. Противился строительству лифта на месте монастыря.
- Чом Голдберг/Паракарма — учёный, постоянно метавшийся между наукой и религией. В начале романа был личным секретарём у Маханаяке Тхеро, но позже опять принял атеистическую позицию и радикально помог Моргану получить разрешение на строительство лифта.
- Профессор Сессуи - ученый, изучал ионосферу со своими учениками.
- Дэв - племянник Моргана.

## Космический лифт
Артур Кларк в послесловии к роману подробно рассказывает, в каких статьях и работах упоминалась идея космического лифта, самым ранним источником, который он нашёл, оказалась статья в «Комсомольской правде» Ю. Н. Арцутанова от 31.07.1960. Сам Кларк впервые узнал об этой идее из советского альбома рисунков Алексея Леонова и художника Соколова «Ждите нас, звёзды» (Москва, 1967), подаренного ему самим Леоновым на Венской конференции по мирному использованию космоса в 1968 году.

## Сходства с другими произведениями Кларка
- В романе рассказывается о первом контакте с пришельцами из другой системы, точнее, с посланным ими беспилотным космическим зондом под управлением искусственного интеллекта, который проходит через нашу солнечную систему. Эта ситуация схожа с контактом из «Свидания с Рамой», хотя конструкции кораблей и их взаимодействие с людьми очень отличаются.
- В эпилоге романа «2061: Одиссея-III» упоминается «Кольцо вокруг мира», построенное из материала, сделанного из алмазного ядра Юпитера. В этом варианте Кольцо соединяется с поверхностью Земли шестью башнями.
- В первой трети «3001: Последняя Одиссея» детально описан город-кольцо на геостационарной орбите вокруг Земли, который соединяют с планетой 4 космических лифта. В эпилоге Фонтанов такое кольцо появляется впервые — сначала оно существовало лишь в воображении Моргана, а в дальнейшем было реально построено вместе с сетью лифтов на экваторе.
- В конце романа Земля находится в состоянии очередного ледникового периода, наступившего из-за ослабления солнечного излучения. Такая же ситуация имеет место и в отдельных рассказах автора: «Экспедиция на Землю», «Забытый враг».
- Также космический лифт строится в последнем романе Кларка (в соавторстве с Фредериком Полом) — «Последняя теорема».

## Награды и номинации
- Лауреат премии Хьюго за лучший роман - 1980 [2]
- Обладатель премии «Небьюла» за лучший роман - 1979[3]
- Номинант премия «Локус» за лучший научно-фантастический роман - 1980[2]
- Номинант Премии Британской научно-фантастической ассоциации - 1979[3]